# Острувек (гміна Сомпольно)
Острувек (пол. Ostrówek) — село в Польщі, у гміні Сомпольно Конінського повіту Великопольського воєводства.
Населення — 137 осіб (2011).
У 1975-1998 роках село належало до Конінського воєводства.

## Демографія
Демографічна структура станом на 31 березня 2011 року:
|          | Загалом | Допрацездатний вік | Працездатний вік | Постпрацездатний вік |
| -------- | ------- | ------------------ | ---------------- | -------------------- |
| Чоловіки | 65      | 12                 | 44               | 9                    |
| Жінки    | 72      | 17                 | 34               | 21                   |
| Разом    | 137     | 29                 | 78               | 30                   |